# Mariska Kramer-Postma
Mariska Kramer-Postma née e 26 avril 1974 à Twijzelerheide aux Pays-Bas est une triathlète professionnelle, vainqueur sur triathlon Ironman en 2005 et 2008. Elle pratique également le marathon avec succès.

## Palmarès triathlon
Le tableau présente les résultats les plus significatifs (podium) obtenus sur le circuit national et international de triathlon et de duathlon depuis 2005.
| Année | Compétition                                       | Pays       | Position           | Temps            |
| ----- | ------------------------------------------------- | ---------- | ------------------ | ---------------- |
| 2008  | Ironman Louisville                                | États-Unis | Médaille d'or      | 9 h 54 min 17 s  |
| 2008  | Championnats du monde de duathlon longue distance | Belgique   | Médaille d'argent  | 3 h 46 min 46 s  |
| 2007  | Ironman Louisville                                | États-Unis | Médaille de bronze | 10 h 24 min 14 s |
| 2006  | Ironman France                                    | France     | Médaille d'argent  | 10 h 4 min 19 s  |
| 2005  | Ironman France                                    | France     | Médaille d'or      | 10 h 13 min 2 s  |
| 2005  | Allgäu Triathlon                                  | Allemagne  | Médaille d'or      | Timing           |

## Palmarès athlétisme
| Date | Compétition              | Lieu         | Résultat | Épreuve  | Performance     |
| ---- | ------------------------ | ------------ | -------- | -------- | --------------- |
| 2011 | Marathon de Philadelphie | Philadelphie | 1er      | Marathon | 2 h 35 min 46 s |
| 2010 | Marathon de Philadelphie | Philadelphie | 1er      | Marathon | 2 h 38 min 55 s |